# ファッジェート・ラーリオ
ファッジェート・ラーリオ（伊: Faggeto Lario）は、イタリア共和国ロンバルディア州コモ県にある、人口約1,200人の基礎自治体（コムーネ）。

## 地理

### 位置・広がり
コモ県中部に所在する、コモ湖畔のコムーネ。県都コモから北東へ8kmの距離にある。

#### 隣接コムーネ
隣接するコムーネは以下の通り。
- アルバヴィッラ
- アルベーゼ・コン・カッサーノ
- カーリオ
- カラーテ・ウーリオ
- カズリーノ・デルバ
- エルバ
- ラーリオ
- ネッソ
- ポニャーナ・ラーリオ
- タヴェルネーリオ
- トルノ

### 地震分類
イタリアの地震リスク階級 (it) では、4 に分類される
。

## 行政

### 山岳部共同体
広域行政組織である山岳部共同体「トリアンゴロ・ラリアーノ山岳部共同体」 (it:Comunità montana del Triangolo Lariano) （事務所所在地: カンツォ）を構成するコムーネの一つである。

### 分離集落
ファッジェート・ラーリオには、以下の分離集落（フラツィオーネ）がある。
- Lemna (sede comunale), Molina, Palanzo, Riva